# Brogue (Akzent)
Der Ausdruck Brogue bezieht sich im Allgemeinen auf einen irischen Akzent, wird jedoch auch für die ähnlich klingenden Akzente Schottlands und West-Englands verwendet.